# Sigismund II. August

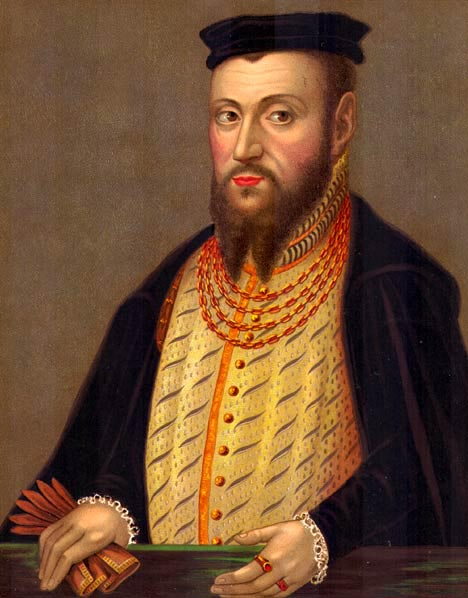
Lucas Cranach der Jüngere, Bildnis des Königs Sigismund II. August von Polen, vor 1572, Czartoryski-Museum, Krakau

Sigismund II. August (polnisch Zygmunt II. August, litauisch Žygimantas Augustas; * 1. August 1520 in Krakau, Polen; † 7. Juli 1572 in Knyszyn, Polen) war ab 1529 als Sigismund III. Großfürst von Litauen, ab 1530 als Sigismund II. König von Polen und ab 1548, nach dem Tod seines Vaters, Alleinherrscher. Er war ab 1569 der erste Regent des unierten Staates Polen-Litauen.

## Leben
Sigismund war Sohn von König Sigismund I. und dessen zweiter Ehefrau, Bona Sforza. Er war seit 1529 Großfürst von Litauen, übernahm aber erst ab 1544 selbständig Verantwortung von Staatsgeschäften. 1530 wurde er, vom polnischen Adel nur widerstrebend akzeptiert, zu Lebzeiten seines Vaters Vivente Rege zum König von Polen gekrönt, trat die Königswürde aber erst nach dessen Tod 1548 an.
Sigismund II. blieb in seinen drei Ehen mit der Habsburgerin Elisabeth (1526–1545), Barbara Radziwiłł (1520–1551) und der Schwester Elisabeths Katharina (1533–1572) kinderlos. Mit seinem Tod erlosch das Königsgeschlecht der Jagiellonen im Mannesstamm, daher wurde die Nachfolge in der Lubliner Union 1569 geregelt. Der Leichnam Sigismunds II. Augusts wurden in der Wawel-Kathedrale in Krakau beigesetzt. Danach wurde die Wahlmonarchie eingeführt und ein französischer Prinz als Heinrich I. zum König und Großfürst von Polen-Litauen gewählt.

## Herrschaft

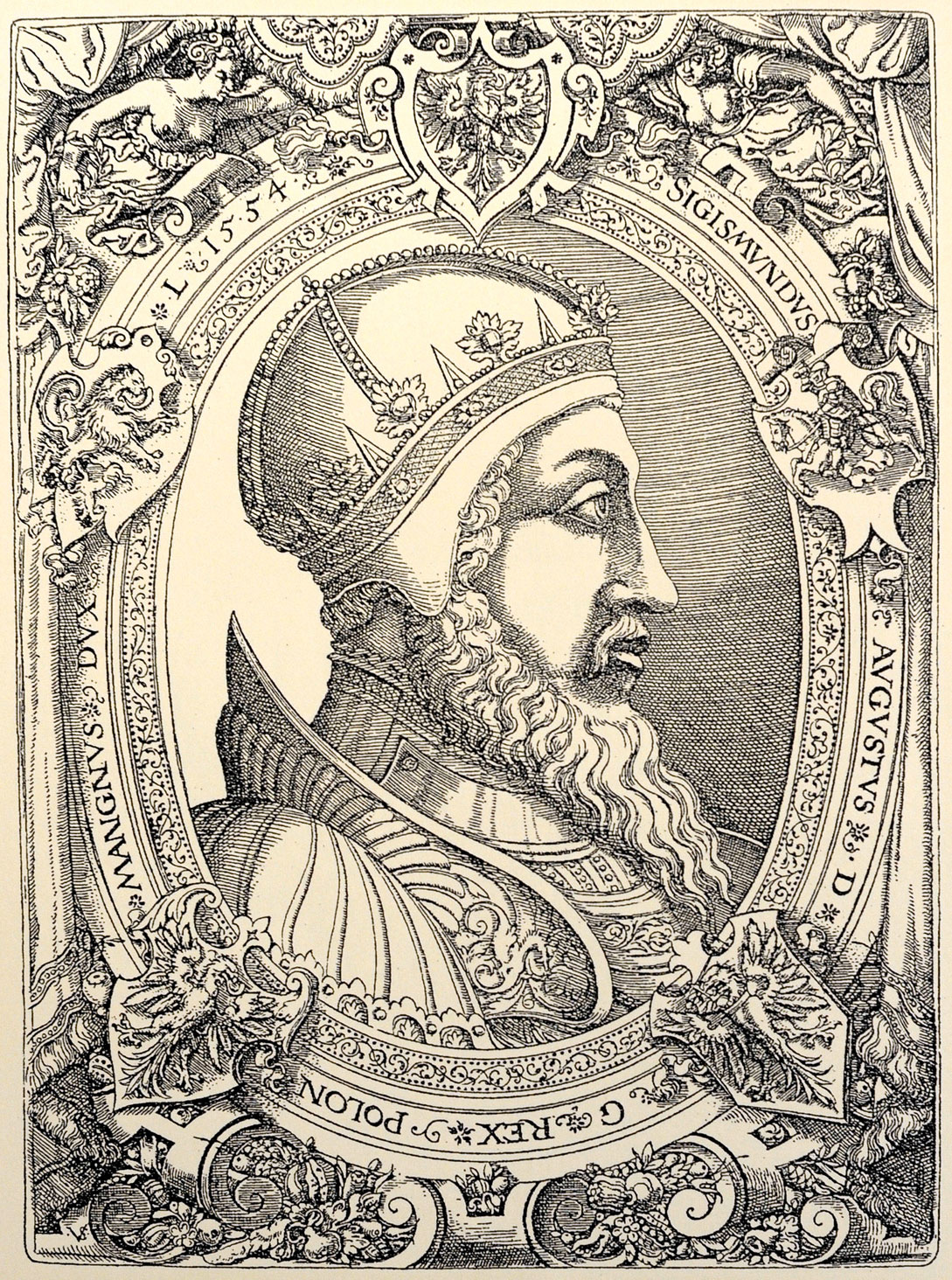
König Sigismund II. August (von Virgil Solis, 1554)

Noch zu Lebzeiten seines Vaters war Sigismund II. August 1529 vom polnischen Adel unter der Bedingung gewählt worden, alles daran zu setzen, Litauen und Preußen der polnischen Krone völlig einzuverleiben. Dadurch entstanden in der Folge Konflikte mit Russland und den nordischen Ländern sowie bedrohliche internationale Verwicklungen. Wie auch sein Vater setzte er während seiner Regierungszeit auf eine Zusammenarbeit mit dem Senat und Magnatentum, geriet aber in Konflikte mit dem niederen Adel.
Zu Beginn seiner Regentschaft war ihm bis etwa 1550 der Schlesier Bernhard von Prittwitz ein großer militärischer Helfer im Kampf gegen die Krimtataren. Erst ab 1550 änderte sich die politische Lage, aber die Region von Bar und Winnyzja wurde defensiv mit Erfolg gesichert.
1561 gewann Sigismund das Gebiet der Livländischen Konföderation und schuf das Herzogtum Kurland und Semgallen, indem sich der bisherige Ordensstaat unter Gotthard Ketteler zum säkularen Herzogtum unter polnischer Lehnshoheit umwandelte. Polen garantierte dem deutsch-baltischen Adel innere Autonomie (deutsches Recht, sozialer Stand) und die protestantische Konfession. Während des Livländischen Krieges aber gingen 1563 große Teile Livlands und Polazk an Zar Iwan IV. von Russland verloren.
Im Gegensatz zu seinem Vater stand der gebildete und tolerante Herrscher der Reformation interessiert und nicht ablehnend gegenüber, obwohl er zeitlebens Katholik blieb. 1549 widmete ihm der Genfer Reformator Jean Calvin seinen Kommentar zum Hebräerbrief. In Litauen gewann der Calvinismus an Boden, besonders durch den Fürsten Nikolaus Radzivill, dessen Schwester Barbara er 1550 heiratete und damit Teile des Adels und seine Mutter Bona verprellte. Umso tragischer war Barbaras früher Tod 1551, sie wurde in Wilna bestattet. Er schickte den Hofprediger und italienischen Reformator Francesco Lismanini 1553 bis 1556 nach Westeuropa, um Bücher für seine Bibliothek zu beschaffen, wozu auch evangelische Literatur gehörte. Mit dem Reichstag von Petrikau 1555 wurde die Konfessionsfreiheit auch für Calvinisten hergestellt, anders als im deutschen Augsburger Religionsfrieden. 1559 ließ er zu, dass Westpreußen die Confessio Augustana annahm. 1570 kam unter seiner Herrschaft der Consensus von Sandomir zustande, mit dem sich Lutheraner, Calvinisten und Böhmische Brüder verständigten und die evangelische Position und Präsenz in Polen stärkten. Doch blieb die Zersplitterung der Protestanten eine Schwäche, gegen die die Gegenreformation erfolgreich antrat, bei der sich der Bischof von Ermland Stanislaus Hosius hervortat.
Sigismund II. war Mitglied des Ordens vom Goldenen Vlies.

## Lubliner Union

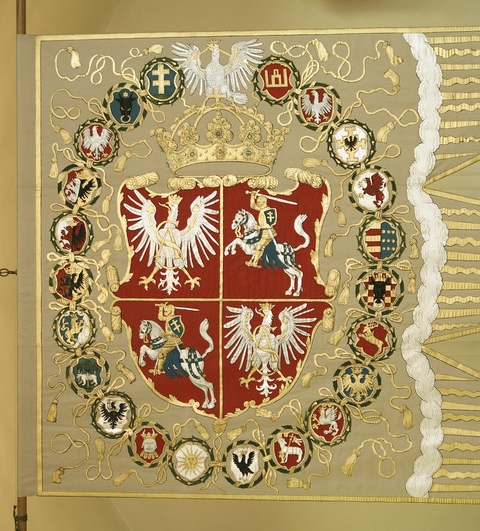
Flagge, die während der Regierungszeit von Sigismund II. August, 16. Jahrhundert, verwendet wurde

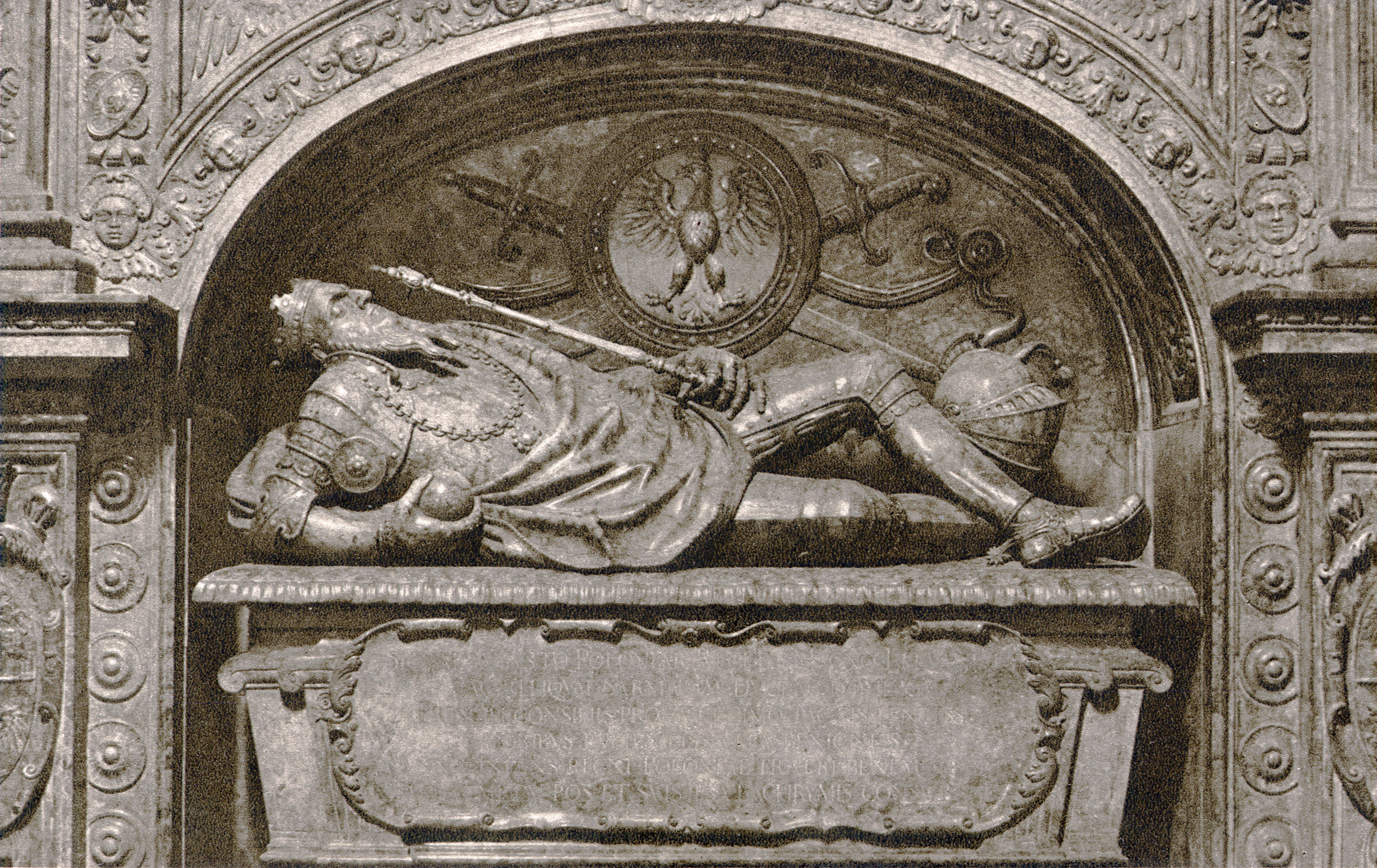
Grabmal des Königs Sigismund II. August in der Sigismundkapelle der Wawelkathedrale

Unter dem Eindruck der russischen Erfolge in Livland wurde die Union von Polen und Litauen dringlicher. Am 1. Juli 1569 beschloss das von Sigismund II. einberufene Parlament, der Sejm, die Lubliner Union:
- die Umwandlung der bis dahin in Personalunion miteinander verbundenen Staaten Königreich Polen, Großfürstentum Litauen, sowie Königliches Preußen in einen einheitlichen Staat durch eine Realunion, die so genannte Rzeczpospolita;
- einheitliche Gesetzgebung, Amtssprache (Polnisch und Latein) und Währung; Erhalt der dritten Amtssprachen Ruthenisch und Deutsch;
- ein Parlament und ein Monarch;
- Einführung der Wahlmonarchie;
- Trennung von Ministerämtern, Finanzen, Heerwesen (Hetman) und Recht sowie Prinzip der Incompatibilitas zum Schutz gegen königliche Machtballung.

## Rezeption
Sigismund war Hauptfigur der Oper Il vincitor generoso (Venedig 1708) von Antonio Lotti und deren Bearbeitung Gismondo, re di Polonia (Rom 1727) von Leonardo Vinci.
Die ehemalige Warschauer Brücke Most Zygmunta Augusta war nach ihm benannt.